# ورزشگاه مرکز ورزشی لینپینگ
ورزشگاه مرکز ورزشی لینپینگ (انگلیسی: Linping Sports Centre Stadium) یک ورزشگاه فوتبال در هانگژو، چین است.
این ورزشگاه که ۱۰٬۲۰۰ نفر ظرفیت دارد پس از بازسازی در سپتامبر ۲۰۲۱ بازگشایی شده‌است. این مجموعه ورزشی دارای یک سالن سرپوشیده به ظرفیت ۴۳۰۰ صندلی و در ابعداد ۴۶ در ۲۸.۵ متر، استخر و مرکز آموزشی است.